# Túneles de Olvena
Los túneles de Olvena son una sucesión de 10 túneles en la carretera N-123 que une Benabarre con Barbastro, en la provincia de Huesca, España. Esta sucesión de túneles se encuentra en el valle del río Ésera entre el embalse de Barasona y la confluencia con el río Cinca en poco más de 10 kilómetros cerca de la localidad de Olvena.

## Características
Las longitudes de los túneles son:
| Túnel     | Longitud |
| --------- | -------- |
| Olvena 1  | 19 m     |
| Olvena 2  | 30 m     |
| Olvena 3  | 56 m     |
| Olvena 4  | 174 m    |
| Olvena 5  | 246 m    |
| Olvena 6  | 107 m    |
| Olvena 7  | 150 m    |
| Olvena 8  | 60 m     |
| Olvena 9  | 110 m    |
| Olvena 10 | 175 m    |

La longitud total de los 10 túneles es de 1.127 metros y todos son túneles carreteros monotubos con un carril para cada sentido de la circulación.